# Liste der Kulturgüter in Kallern
Die Liste der Kulturgüter in Kallern enthält alle Objekte in der Gemeinde Kallern im Kanton Aargau, die gemäss der Haager Konvention zum Schutz von Kulturgut bei bewaffneten Konflikten, dem Bundesgesetz vom 20. Juni 2014 über den Schutz der Kulturgüter bei bewaffneten Konflikten sowie der Verordnung vom 29. Oktober 2014 über den Schutz der Kulturgüter bei bewaffneten Konflikten unter Schutz stehen.
Objekte der Kategorien A und B sind vollständig in der Liste enthalten, Objekte der Kategorie C fehlen zurzeit (Stand: 1. Januar 2023). Unter übrige Baudenkmäler sind weitere geschützte Objekte zu finden, die in der Bau- und Nutzungsordnung der Gemeinde verzeichnet und nicht bereits in der Liste der Kulturgüter enthalten sind.

## Kulturgüter
| Foto |                                                                      | Objekt                                    | Kat. | Typ | Standort                                     | Beschreibung |
| ---- | -------------------------------------------------------------------- | ----------------------------------------- | ---- | --- | -------------------------------------------- | ------------ |
| ja   | Datei hochladen · Wikidata zu Bauernhaus Unterniesenberg (Q19362330) | Bauernhaus Unterniesenberg KGS-Nr.: 09861 | A    | G   | Unterniesenbergstrasse 9a/9b 664261 / 239601 |              |
| ja   | Datei hochladen · Wikidata zu Muttergottes Kapelle (Q29576272)       | Muttergotteskapelle KGS-Nr.: 09862        | B    | G   | Forstweg 4.5 663740 / 239170                 |              |

## Übrige Baudenkmäler
| ID  | Foto |                 | Objekt                    | Typ | Standort                       | Beschreibung |
| --- | ---- | --------------- | ------------------------- | --- | ------------------------------ | ------------ |
| 22b |      | Datei hochladen | Speicher                  | G   | Oberniesenberg                 |              |
| 27  | ja   | Datei hochladen | Restaurant Oberniesenberg | G   | Oberniesenberg 663594 / 239160 |              |

Legende: Siehe Legende der Liste der Kulturgüter von nationaler und regionaler Bedeutung. Anstelle der KGS-Nummer wird als Objekt-Identifikator (ID) die Inventar- oder Gebäudenummer in der Bau- und Nutzungsordnung der Gemeinde verwendet.